# Fissidens appalachensis
Fissidens appalachensis là một loài Rêu trong họ Fissidentaceae. Loài này được R.H. Zander mô tả khoa học đầu tiên năm 1969.